# ماركو بيريز (ممثل)
ماركو بيريز (بالإسبانية: Marco Pérez)‏ هو ممثل مكسيكي، ولد في 23 أغسطس 1977 بمدينة مكسيكو في المكسيك.

## أعمال

### أفلام
- (2015) صحراء

## وصلات خارجية
- ماركو بيريز على موقع IMDb (الإنجليزية)
- ماركو بيريز على موقع قاعدة بيانات الفيلم (الإنجليزية)